# Erster Krieg der Barone
Der Erste Krieg der Barone (englisch First Barons’ War) war ein von 1215 bis 1217 dauernder Bürgerkrieg im mittelalterlichen England. Eine Gruppe englischer Barone opponierte offen gegen die tyrannische Herrschaft König Johanns Ohneland. Unter dem Druck dieser Adelsopposition musste der König im Juni 1215 die Magna Carta anerkennen. Als er sich jedoch wenig später mit Unterstützung des Papstes über die Bestimmungen der Magna Carta hinwegsetzte, kam es ab September 1215 zum offenen Bürgerkrieg zwischen dem König und den rebellierenden Baronen, die einen Sohn des französischen Königs als englischen König einsetzten. Nach dem Tod von König Johann im Oktober 1216 erkannte der für Johanns minderjährigen Sohn Heinrich III. eingesetzte Regent die Magna Carta an, worauf die Mehrzahl der englischen Barone sich wieder auf die Seite des jungen Heinrichs III. stellte. Schließlich musste der französische Prinz nach militärischen Niederlagen im September 1217 auf seinen Thronanspruch verzichten und mit seinem Heer England verlassen.

## Ursachen
Während der Regierungszeit König Johanns führten die fortwährenden, doch letztlich erfolglosen Kriege des Königs um seine Besitzungen in Frankreich zu steigender Unzufriedenheit unter den englischen Adeligen. Durch seine regelmäßigen Schildgeldforderungen, die Johann anstelle ihres Kriegsdienstes einforderte, sowie durch seine Sondersteuern befürchteten zahlreiche Barone ihren finanziellen Ruin. Hinzu kam die willkürliche und tyrannische Herrschaft des Königs, der selbst einstige Günstlinge wie William de Braose stürzte und erbarmungslos verfolgte. Besonders das Schicksal Braoses zeigte den Baronen, dass niemand von ihnen vor der Willkür des Königs sicher war.

## Beginn des Adelsaufstands
Nachdem 1212 eine Verschwörung einiger Barone, die den König während eines Feldzugs nach Wales töten wollten, vorzeitig aufgedeckt worden und somit gescheitert war, hatten sich die Gegner des Königs nach dem fehlgeschlagenen Feldzug gegen Frankreich von 1214 fest zusammengeschlossen. Die beiden Hauptverdächtigen von 1212, Eustace de Vesci und Robert FitzWalter, waren zunächst ins Exil geflüchtet, durften aber 1213 durch Vermittlung des Papstes nach England zurückkehren. Während sie 1212 noch den König ermorden und durch einen neuen Monarchen ersetzen wollten, hatten sie nun ihre Taktik geändert. Unter ihrer Führung hatte sich eine Gruppe von etwa 40 Baronen gebildet, die vom König eine Zusicherung ihrer traditionellen, jedoch nicht festgelegten Freiheiten forderte. Sie beriefen sich dabei auf die Charter of Liberties, die Johanns Urgroßvater Heinrich I. bei seiner Thronbesteigung 1100 verkündet hatte. Neben de Vesci und FitzWalter gehörten Geoffrey FitzGeoffrey de Mandeville, 2. Earl of Essex, Henry de Bohun, 1. Earl of Hereford, Robert de Vere, 3. Earl of Oxford und Geoffrey de Say den Gegnern Johanns an. Dennoch befand sich nicht der gesamte englische Hochadel in Rebellion gegen seinen König. Die beiden mächtigsten Barone, William Marshal und Ranulf de Blondeville, 4. Earl of Chester, standen hinter dem König, dazu die irischen Barone sowie William de Ferrers, 4. Earl of Derby. Der Großteil der Barone, über 100 an der Zahl, war jedoch unentschlossen. Teilweise waren die Adelsfamilien untereinander zerstritten, wobei häufig die ältere Generation sich an ihren Eid gegenüber dem König gebunden fühlte, während die jüngeren Erben den Rebellen zugeneigt waren.

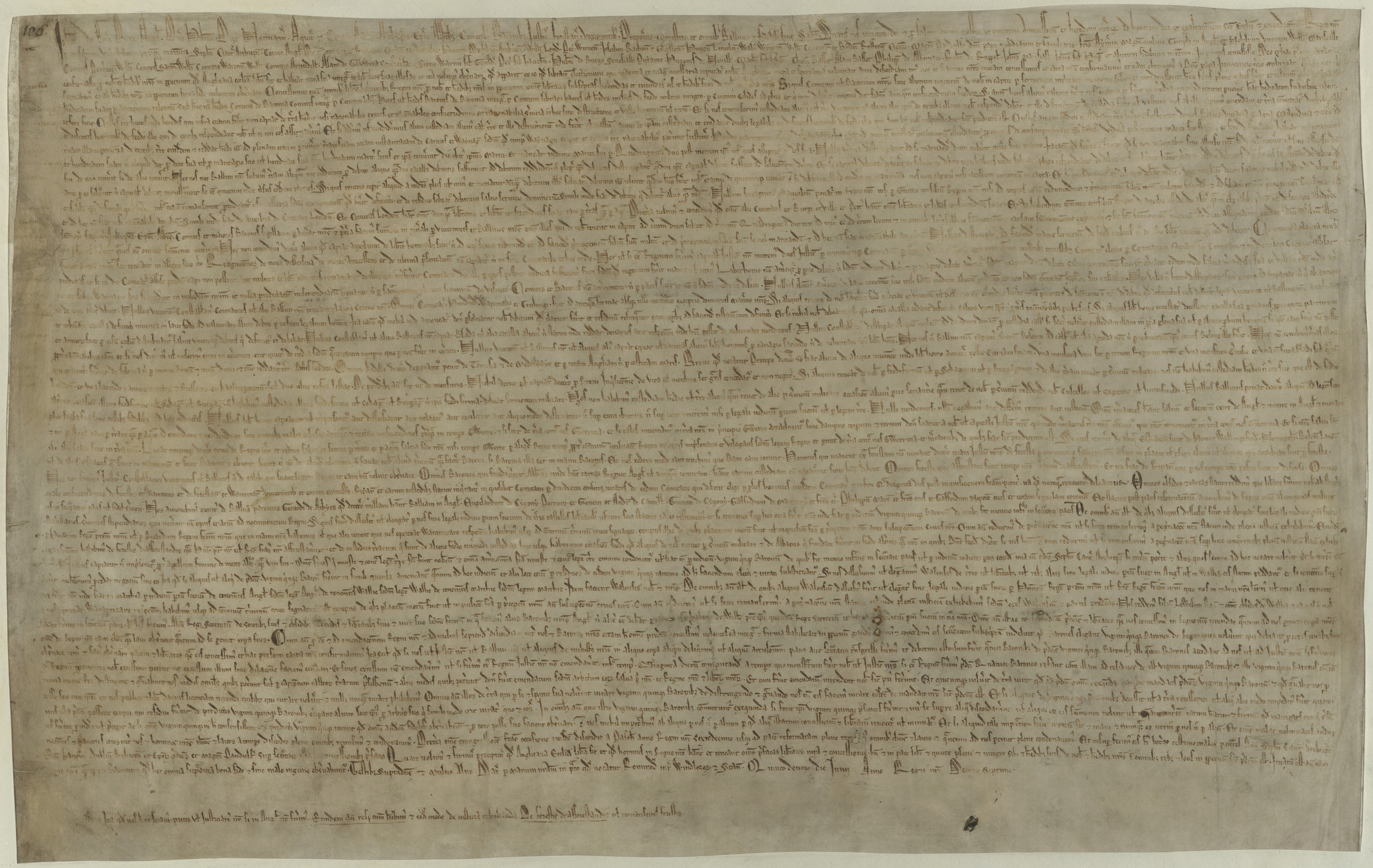
Eines der vier erhaltenen Exemplare der ersten Magna Carta von 1215 (British Library, London)

## Offene Rebellion und Anerkennung der Magna Carta
Als Johann Ende 1214 nach dem fehlgeschlagenen Feldzug gegen Frankreich ein erneutes Schildgeld forderte, traten die Rebellen Anfang 1215 in London bewaffnet vor dem König und übermittelten ihm ihre Forderungen. Damit gingen sie ein erhebliches Risiko ein, denn der König war trotz des fehlgeschlagenen Feldzugs nach Frankreich nicht entmachtet, sondern verfügte weiterhin über zahlreiche Anhänger und konnte über ein weites Netz von Burgen sowie über ein erhebliches Söldnerheer verfügen, so dass den Rebellen die Gefahr drohte, wie 1212 militärisch zerschlagen zu werden. Der König versuchte zunächst, Zeit zu gewinnen und vereinbarte mit den Baronen, sich mit ihnen nach Ostern, am 26. April 1215 in Northampton zu treffen, um über ihre Rechte und über eine Reform seiner Herrschaft zu verhandeln. Beide Seiten setzten danach ihre Vorbereitungen für einen Bürgerkrieg fort. Johann lieh sich von den Tempelrittern Geld, mit dem er Söldner aus Flandern und dem Poitou anwarb. Um jedoch nicht offen als Kriegstreiber dazustehen, beorderte er einen Großteil der Söldner unter Führung von Savary de Mauléon zunächst nach Irland. Aus taktischen Gründen verkündete er am 4. März einen Kreuzzug nach Palästina und erschien nicht zum Treffen in Northampton. Seine Gegner kündigten daraufhin am 3. Mai ihre Lehenstreue auf und ernannten Robert FitzWalter zu ihrem Anführer. Sie belagerten zunächst ergebnislos Northampton Castle, während Johann seine Truppen aus Irland und aus Flandern sammelte. Doch nachdem am 17. Mai die City of London den Rebellen ihre Tore geöffnet hatte, obwohl Johann der Stadt noch am 9. Mai das Recht zur Wahl ihres Mayors zugesagt hatte, gewannen sie erdrutschartig an Unterstützung. In Wales konnten die miteinander verbündeten Llywelyn ab Iorwerth und Giles und Reginald de Braose weite Gebiete, selbst Shrewsbury, erobern. Stephen Langton, der Erzbischof von Canterbury, drängte zu Verhandlungen, und Johann, der sich nach Windsor Castle zurückgezogen hatte, erkannte, dass er den Forderungen der Rebellen nachkommen musste. Am 27. Mai wurde ein Waffenstillstand vereinbart, am 10. Juni begann er Verhandlungen, und am 15. Juni besiegelte er vor Erzbischof Langton und William Marshal in Runnymede die Magna Carta. Die meisten Barone erneuerten daraufhin am 19. Juni ihre Lehenseide vor Johann, womit der Bürgerkrieg vorerst beendet war.

## Brüchiger Friede
Johann war jedoch nicht bereit, die Magna Carta tatsächlich zu akzeptieren. Zwar übergab er zunächst zahlreiche Burgen an seine Barone zurück, gewährte Rechte und setzte weitere Forderungen seiner Barone um. Er hatte sich jedoch insgeheim an seinen Oberlehnsherrn, Papst Innozenz III., gewandt, um seine Zustimmung annullieren zu lassen. Der harte Kern der Rebellen andererseits hielt weiterhin London unter dem Vorwand besetzt, dass noch nicht alle Forderungen der Magna Carta umgesetzt seien. Anfang September traf zunächst ein Brief des Papstes in England ein, den er noch vor der Besiegelung der Magna Carta an den Abt von Reading, den Bischof von Winchester und an den päpstlichen Gesandten Pandulf geschickt hatte. In dem Brief erhob der Papst schwere Vorwürfe gegen Erzbischof Langton, unter anderem warf er ihm vor, den König von den Vorbereitungen eines neuen Kreuzzugs abzuhalten. Erzbischof Langton, dessen Vermittlerrolle überhaupt nicht gewürdigt wurde, wollte daraufhin schon sein Amt niederlegen und als Mönch in ein Kloster eintreten. Kurz darauf traf eine päpstliche Bulle in England ein, die der Papst am 24. August abgesandt hatte, nachdem er von Johann über die Magna Carta unterrichtet worden war. In der Bulle erklärte der Papst die Magna Carta für nichtig, da sie unter Druck unterzeichnet worden sei, und exkommunizierte die Rebellen, neun Barone und die Bürger von London.

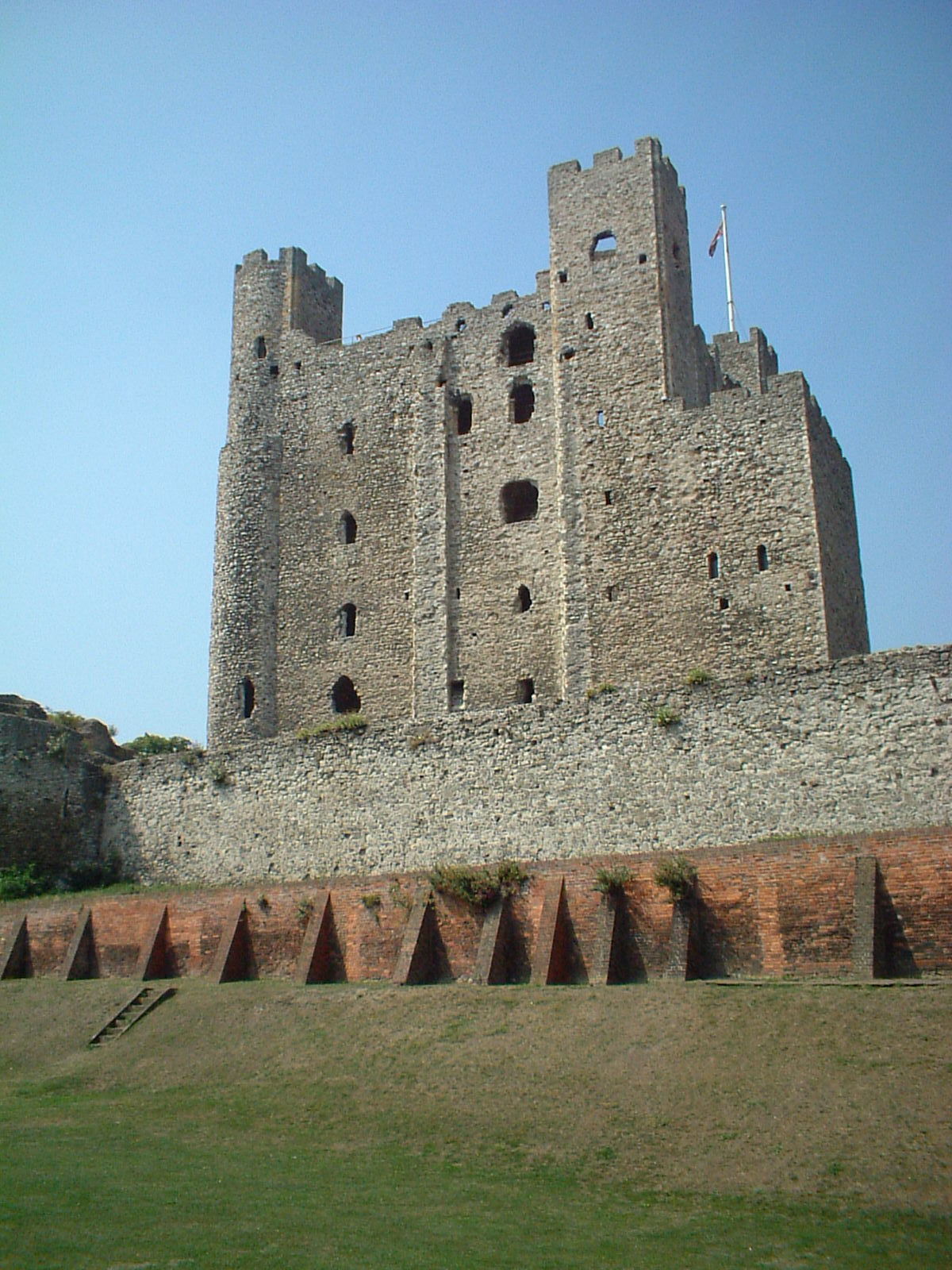
Der Keep von Rochester Castle (2005)

## Beginn des Bürgerkriegs

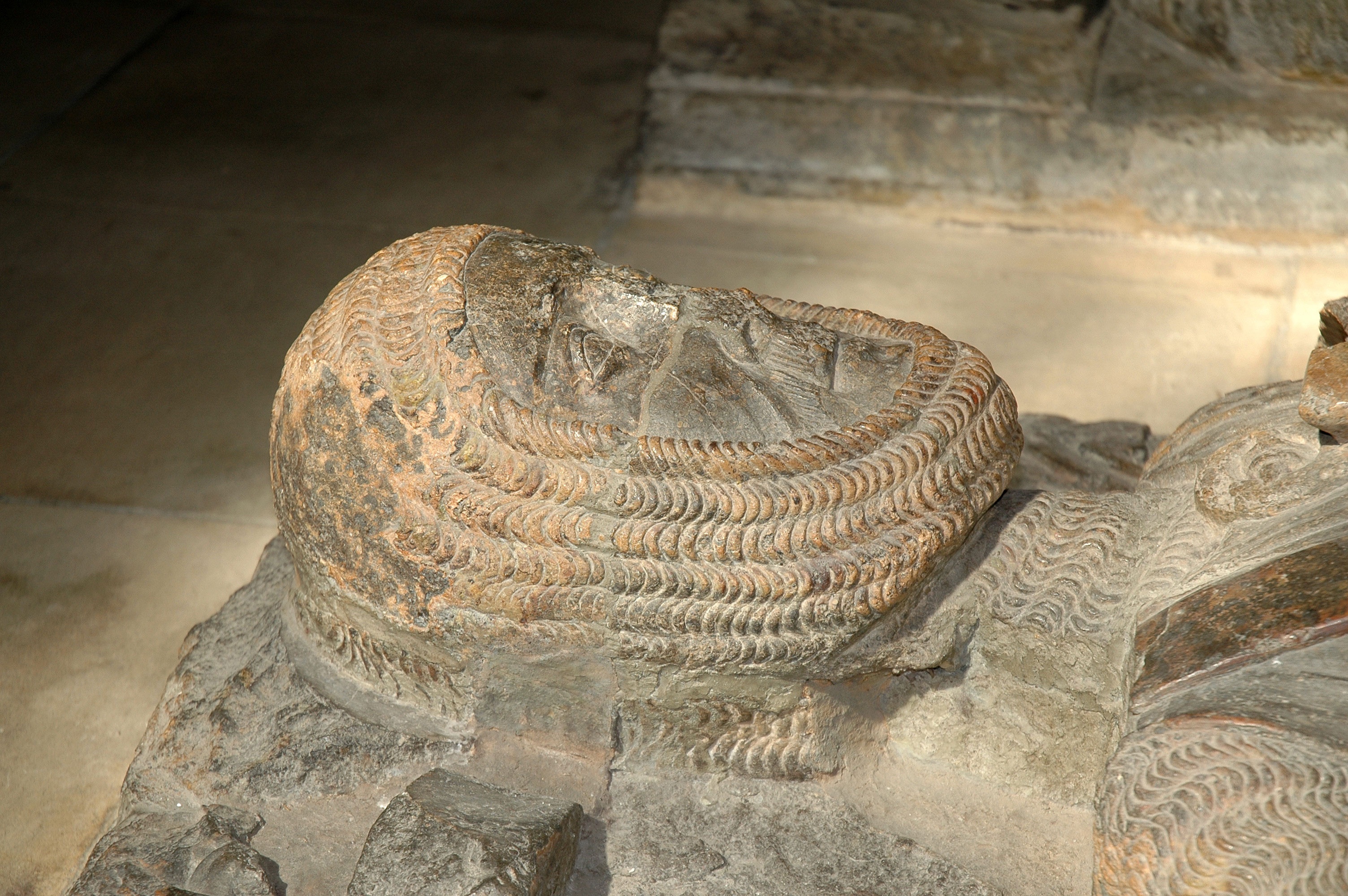
Grabstatue von William Marshal in der Temple Church in London (2006)

Bestärkt durch die päpstliche Unterstützung, setzte sich Johann nun offen über die Bestimmungen der Magna Carta hinweg. Nachdem er zunächst seine Söldner zurückgehalten hatte, ließ er weitere Truppen unter Führung von Hugo von Boves aus Flandern nach England übersetzen. Diese gerieten jedoch bei der Überfahrt in einen Sturm, in dem zahlreiche Schiffe sanken. Boves und zahlreiche Söldner ertranken. Die Rebellen nutzen diese Schwäche des Königs aus. Sie wandten sich an Johanns Gegner auf dem Kontinent, den französischen König Philipp II., und boten dessen Sohn Ludwig die englische Krone an. In einem Vorstoß von London aus besetzten die Rebellen Rochester Castle, der nach Dover Castle mächtigsten Burg in Kent. Der Constable Reginald of Cornhill, einst ein treuer Gefolgsmann des Königs, öffnete ihnen die Tore. Sie ließen in der Burg eine starke Garnison unter William d’Aubigné zurück und zogen dann ihr Heer nach London zurück. Johann übernahm selbst die Führung der Belagerung der Burg und konnte sie am 30. November 1215 erobern. Er hatte inzwischen ein starkes Söldnerheer zusammengezogen, blieb jedoch bis zum 10. Dezember in Kent, so dass die Rebellen in dieser Zeit freie Hand hatten. Eine Abordnung von 25 Baronen übergab Northumberland, Cumberland und Westmorland an den schottischen König Alexander II. In Wales vereinte Llywelyn ab Iorwerth sieben andere walisische Fürsten hinter sich und konnte so in drei Wochen weite Teile von Südwales mit sieben Burgen erobern, darunter Cardigan und Carmarthen Castle.

## Ausweitung der Kämpfe
Johann vermied einen direkten Angriff auf London, sondern marschierte mit seinem Söldnerheer nach Norden. Der schottische König zog sich vor ihm nach Schottland zurück, und Johann folgte ihm. Am 15. Januar 1216 eroberte er Berwick, die damals reichste Stadt Schottlands. Von dort unternahm er Überfälle auf die Scottish Lowlands. Bevor er sich wieder nach Süden wandte, brannte er Berwick nieder. Im März besetzte er Colchester in Ostengland. Zwar hatte er während seines Feldzugs zahlreiche Burgen der Rebellen erobert, doch trotz dieser Erfolge konnte er nur wenige rebellische Barone zur Aufgabe zwingen. Bereits Ende November 1215 war eine französische Vorhut in England gelandet und hatte die Rebellen in London verstärkt. Im Frühjahr 1216 trafen weitere französische Truppen in London ein. Johann befahl seiner Flotte, vor der Themsemündung und in der Straße von Dover zu kreuzen, um weitere französische Verstärkungen abzufangen. Nachdem jedoch am 18. Mai ein Sturm seine Flotte zerstört oder schwer beschädigt hatte, landete Prinz Ludwig am 22. Mai 1216 in der Pegwell Bay bei Sandwich und erhob im Namen seiner Frau Blanka von Kastilien, einer Enkelin von König Heinrich II. und damit eine Nichte Johanns, einen Erbanspruch auf den englischen Thron. Johann zog sich kampflos nach Westen zurück, während Ludwig in London einzog. In der St Paul’s Cathedral wurde er zum König proklamiert, und Alexander II. von Schottland sowie zahlreiche englische Barone huldigten ihm. Im Frühjahr 1216 eroberte Ludwig nach kurzer Belagerung wieder Rochester Castle, besetzte Winchester und belagerte Dover, Windsor und Lincoln Castle. Die Earls von Arundel und Surrey und selbst William Longespée, der Halbbruder Johanns, ergaben sich Ludwig. Im Sommer 1216 kontrollierten die Rebellen die Hälfte Englands, und selbst ein Drittel der Ritter von Johanns Haushalt sowie erfahrene Amtsträger wie Warin fitzGerold, William of Wrotham und Hugh de Neville hatten den König verlassen.

## Tod Johanns und Nachfolge seines Sohnes

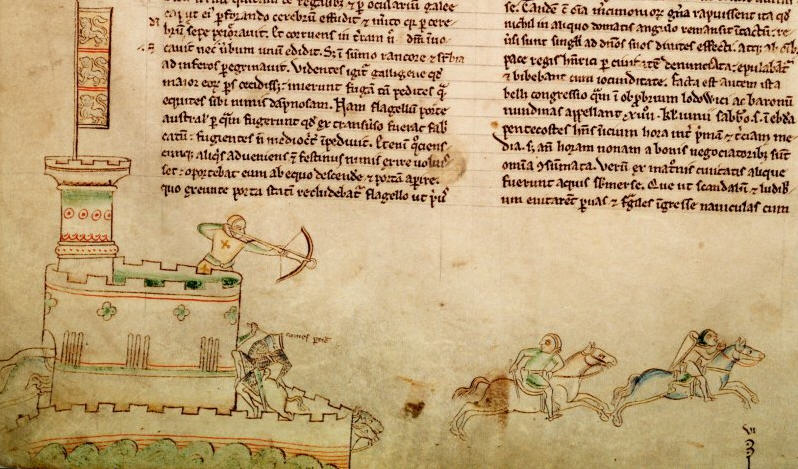
Darstellung der Schlacht von Lincoln in einer Handschrift des 13. Jahrhunderts

Dennoch war Johann noch nicht geschlagen. Noch immer widerstanden Windsor, Dover und andere Burgen der Belagerung durch die Rebellen, und bei der Belagerung von Barnard Castle fiel Eustace de Vesci. Durch das Überlaufen zahlreicher englischer Barone zu den Rebellen verringerte sich die Zahl von Lehen, die Prinz Ludwig im Falle seines Sieges an seine französischen Ritter verteilen konnte, und zwischen den Engländern und ihren französischen Verbündeten kam es zu Spannungen. Im September zog Johann nach Nordosten, um Lincoln zu entsetzen. Dabei verlor er einen Teil seines Trosses bei der Überquerung von The Wash. Johann war krank, als er Newark erreichte, und starb dort am 18. Oktober. Nach Johanns Tod ließen seine Anhänger unter Peter des Roches, Bischof von Winchester, seinen ältesten Sohn, den neunjährigen Heinrich, am 28. Oktober in Gloucester zum neuen König krönen. Als Regent wurde der über 70-jährige William Marshal eingesetzt. Marshal erkannte bereits am 12. November eine überarbeitete Version der Magna Carta an, und der neue Papst Honorius III. stellte den minderjährigen König unter seinen Schutz.

## Militärische Wende und Ende des Bürgerkriegs
Der Bürgerkrieg dauerte an, doch da ein Großteil der Barone gegen König Johann als Person rebelliert hatte, gewann der junge Heinrich zunehmend ihre Sympathien anstelle des französischen Prinzen. Zwar konnten die Franzosen im Frühjahr 1217 noch Portchester Castle erobern, doch Prinz Ludwig musste nach Frankreich zurückkehren, um Verstärkungen zu rekrutieren. Mit seinen Verstärkungen belagerte er erneut Dover Castle, das immer noch von Hubert de Burgh verteidigt wurde. Ein anderer Teil der französischen Truppen war nach Lincolnshire marschiert, um Lincoln Castle zu erobern. Dort wurden sie am 20. Mai in der Schlacht von Lincoln entscheidend geschlagen. Nachdem am 24. August die englische Flotte unter Hubert de Burgh eine französische Flotte, die weitere Verstärkungen und Nachschub bringen sollte, in der Schlacht von Sandwich schlagen konnte, war der Krieg für die Franzosen verloren. William Marshal blockierte London von Land und See, und am 12. September akzeptierte Ludwig in Kingston Friedensverhandlungen, die zum Frieden von Lambeth führten. In dem Friedensvertrag verzichtete Ludwig auf seinen Anspruch auf den englischen Thron. Im Gegenzug erhielt er 10.000 Mark, um seine Truppen aus England abzuziehen. Marshal erließ eine Amnestie für die Unterstützer von Prinz Ludwig und erkannte am 6. November 1217 erneut eine überarbeitete Version der Magna Carta an. An den Verhandlungen in Kingston war der schottische König nicht beteiligt gewesen, doch der französische Prinz hatte für seinen Verbündeten erreicht, dass er in den Frieden mit einbezogen werden könnte. Im Dezember übergab er schließlich die noch von schottischen Truppen gehaltenen Burgen und huldigte Heinrich III., worauf auch der Krieg mit Schottland beendet war.

## Folgen

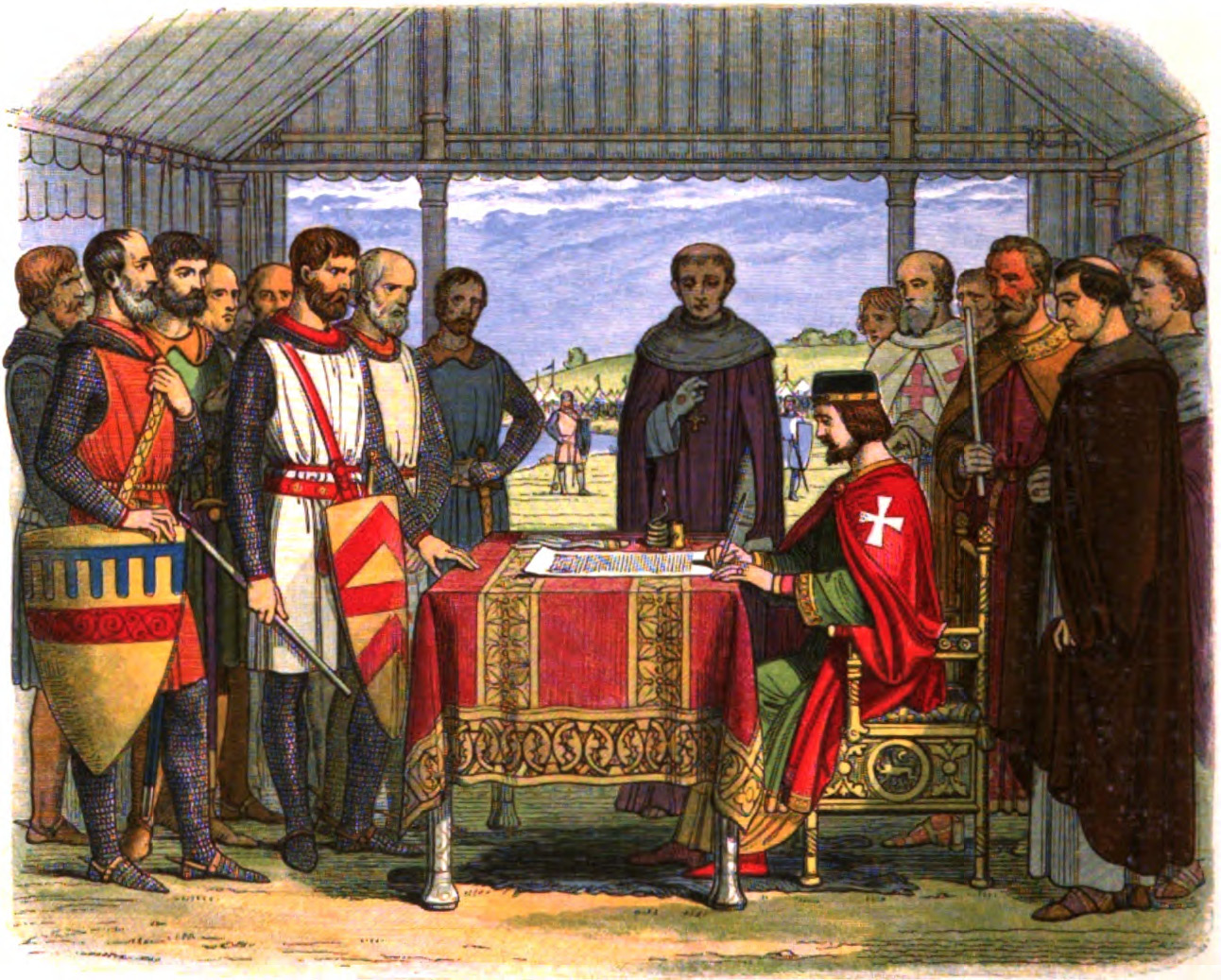
König Johann unterzeichnet die Magna Carta (historisierende Darstellung von 1864)

Nachdem der junge Heinrich III. volljährig wurde, bestätigte er am 11. Februar 1225 die Magna Carta mit seinem Siegel. Dennoch kam es unter seiner Regierung zu weiteren Konflikten mit den Baronen, denen er 1258 in den Provisions of Oxford weitere Rechte einräumen musste. Als er diese widerrief, begann 1264 der Zweite Krieg der Barone.